# Concert per a piano núm. 18 (Mozart)
El Concert per a piano núm. 18 en si bemoll major, K. 456, és una composició de Wolfgang Amadeus Mozart. Segons el catàleg temàtic que portava Mozart de les seves pròpies obres, aquest concert està datat el 30 de setembre de 1784.
El darrers anys s'ha debatut el fet que Mozart hauria escrit aquest concert per a Maria Theresia von Paradis, segons es dedueix d'una carta del seu pare Leopold a la seva filla Nannerl. Tanmateix, Hermann Ullrich rebutja aquesta teoria basant-se en la data d'inici que apareix al catàleg de Mozart i en el fet que von Paradis hagués marxat ja de París cap a Londres a principis del mes d'octubre de l'any 1784, fet que indica que no hi va haver prou temps per enviar a von Paradis el concert perquè l'interpretés. Richard Maunder, en canvi, defensa la idea que Mozart encara va poder enviar el concert a París i, des d'allà, l'hagués reenviat a Londres, on seria possible que ella interpretés l'obra el març de 1785.

## Estructura
L'obra està instrumentada per a piano sol, dos oboès, dos fagots, dues trompes, i corda. Consta de tres moviments:
1. Allegro vivace
2. Andante, en sol menor.
3. Allegro vivace.

Mozart va compondre dues cadències diferents per al primer moviment. Joseph Swain ha realitzat una anàlisi schenkerià de cada cadència del primer moviment. Martha Kingdon Ward comenta que el moviment lent d'aquest concert conté un dels solos per a flauta "més tranquils" de Mozart, especialment en la variació en sol major.
M. S. Cole ha observat el costum de Mozart de canviar la mètrica en el Finale, començant en el compàs 171 i passant del 6/8 al 2/4, amb la imitació per part del piano en el compàs 179. Aquest canvi de tempo en els finals en rondó era una acció contrària a la pràctica comuna de l'època. Joel Galand ha dut a terme una anàlisi schenkerià del rondó final, i ha observat trets com l'ús insòlit de ♭II com a tonalitat remota.